# Матросов Вадим Петрович
Вади́м Петро́вич Матро́сов (8 липня 1989 — 8 вересня 2016) — солдат Збройних сил України, учасник російсько-української війни.

## Життєпис
Народився 1989 року в селі Коханівка (Ананьївський район, Одеська область). Закінчив 11 класів коханівської школи, в Одесі здобув фах зварювальника; займався «євроремонтами». Потім закінчив академію сухопутних військ, проживав в смт. Любашівка.
Влітку 2015 року мобілізований, солдат, старший розвідник розвідвзводу розвідувально-диверсійної роти, 46-й окремий батальйон спецпризначення «Донбас-Україна». Згодом уклав контракт на подальшу військову службу. Неодноразово вивішував український прапор перед позиціями російських бойовиків в «сірій зоні».
8 вересня 2016 року загинув увечері поблизу міста Мар'їнка внаслідок мінно-вибухових травм під час обстрілу з АГС терористами.
Похований 12 вересня 2016-го у Любашівці з військовими почестями.
Без Вадима лишилися мама, дружина та дві доньки-близнючки 2013 р.н.

## Нагороди та вшанування
- указом Президента України № 189/2018 від 27 червня 2018 року «за особисту мужність і високий професіоналізм, виявлені у захисті державного суверенітету та територіальної цілісності України, вірність військовій присязі» — нагороджений орденом «За мужність» III ступеня (посмертно)[1]
- відзнакою МОУ «За воїнську доблесть»
- відзнакою ВГО "Спілка ветеранів та працівників силових структур України «Звитяга» медаллю «За службу державі»
- нагрудним знаком "Гордість батальйону «Донбас» (посмертно).